# Helm-Knabenkraut
Das Helm-Knabenkraut (Orchis militaris) ist eine Pflanzenart aus der Gattung der Knabenkräuter (Orchis) in der Familie der Orchideengewächse (Orchidaceae).

## Beschreibung

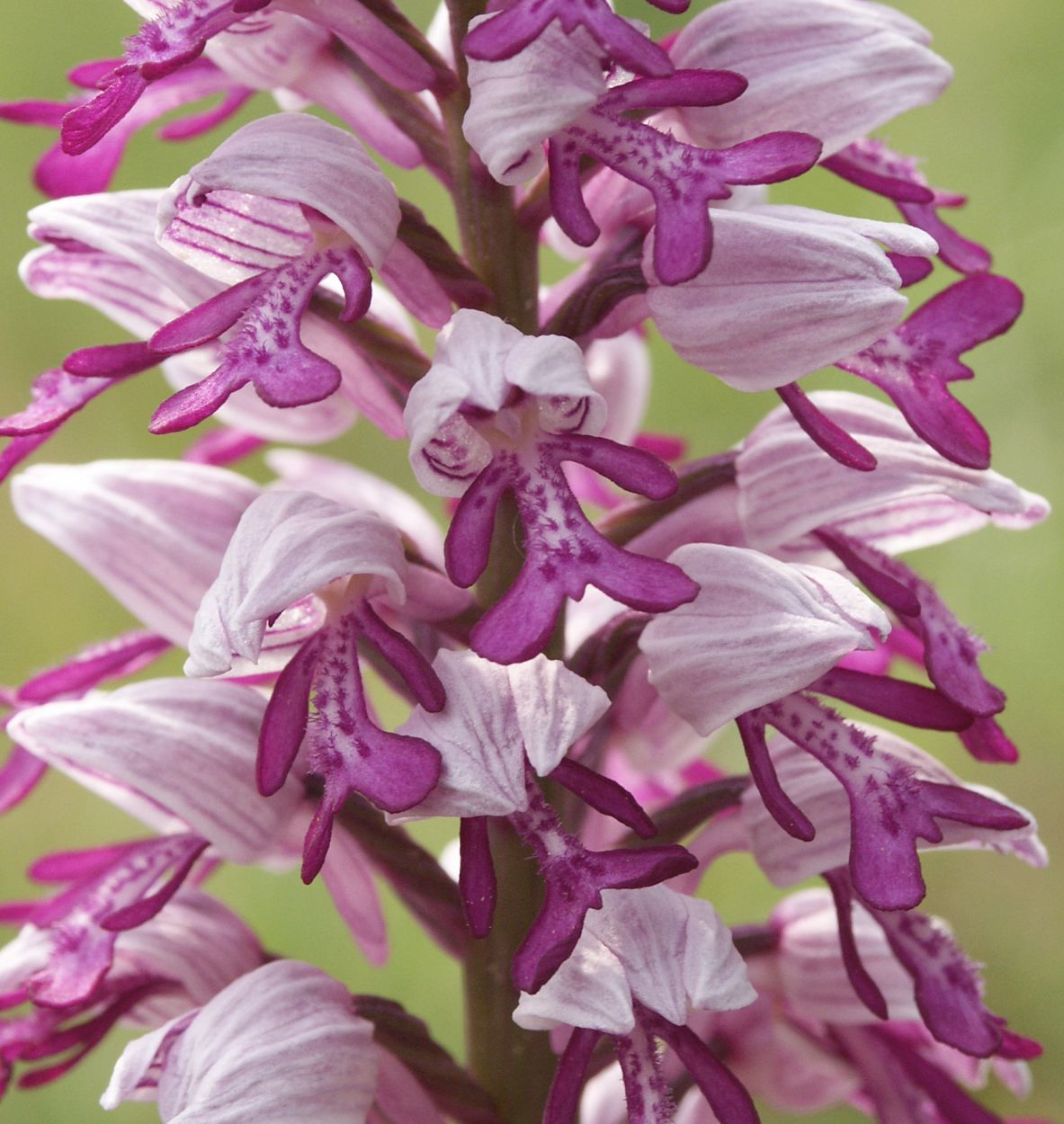
Helm-Knabenkraut
(Orchis militaris)
Detail des Blütenstands

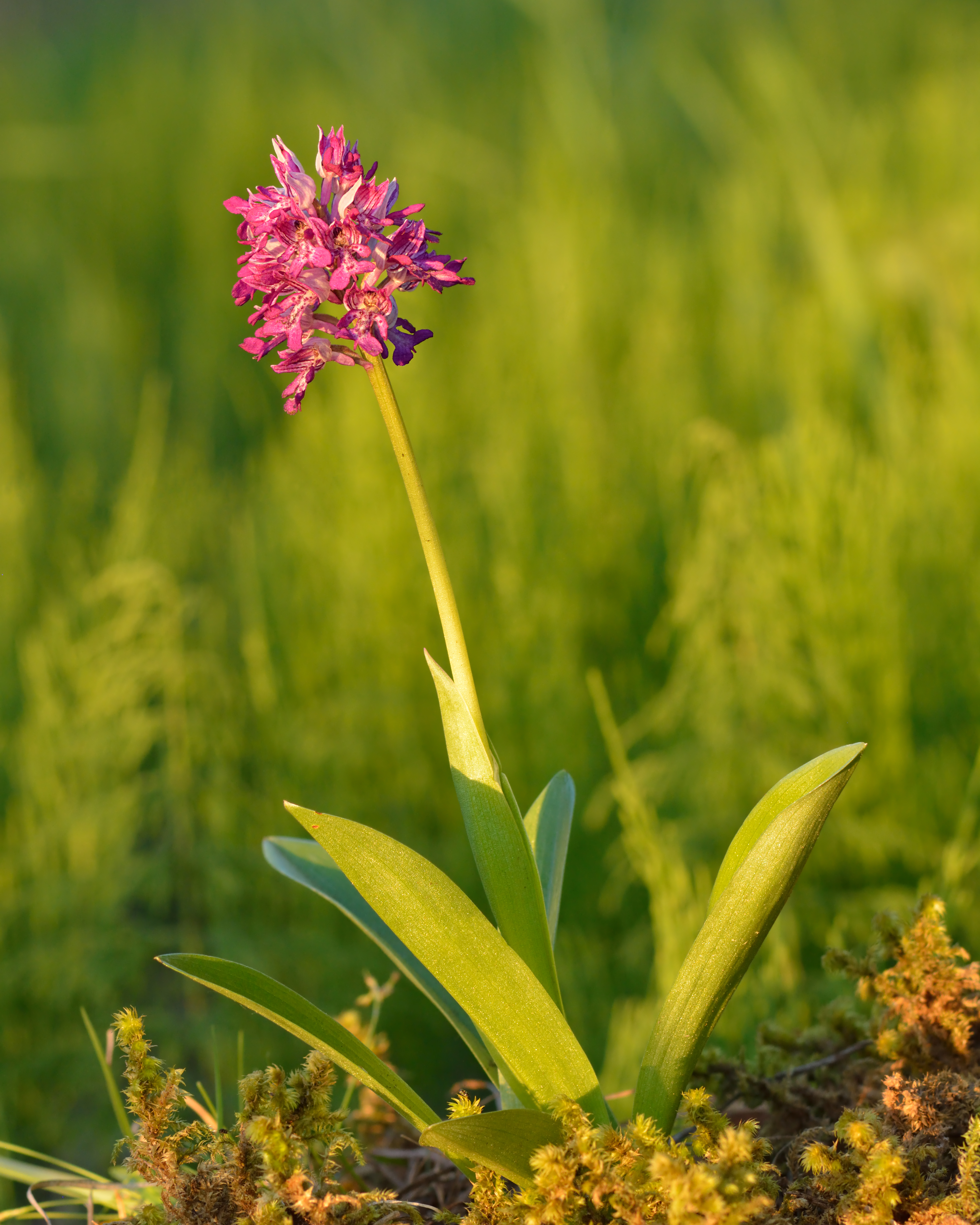
Helm-Knabenkraut

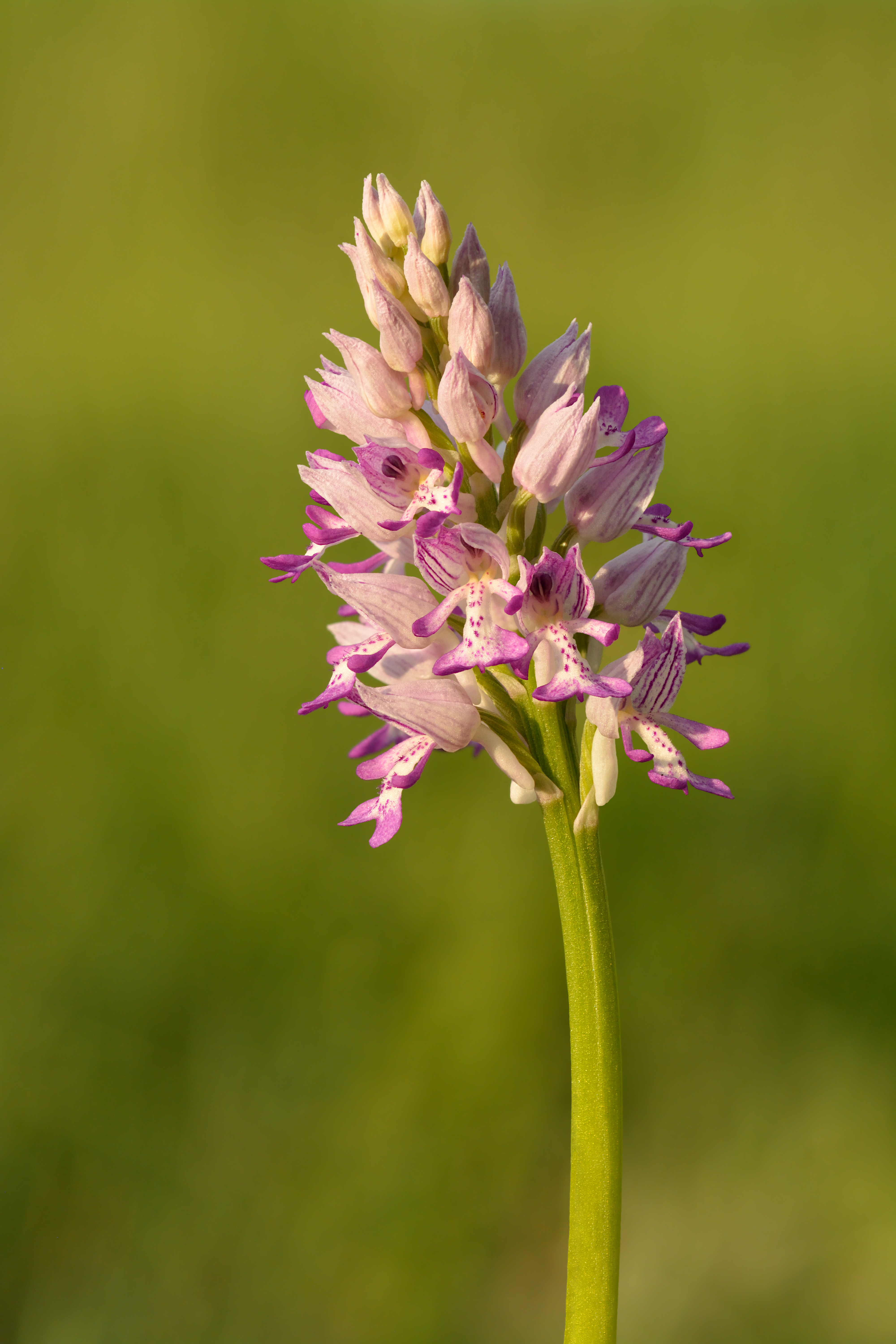
Blütenstand

Generell ist das Helm-Knabenkraut wenig variabel. Im Habitus sind die Pflanzen in der Regel sehr einheitlich.

### Vegetative Merkmale
Das Helm-Knabenkraut ist eine sommergrüne, ausdauernde krautige Pflanze und erreicht Wuchshöhen von 20 bis 50 Zentimetern, gelegentlich werden kräftige Exemplare auch bis über 60 Zentimeter hoch. Als Überdauerungsorgane werden zwei eirunde Knollen gebildet.
Die zwei bis sechs hellgrüne mit einem leichten Glanz, ungefleckte Laubblätter sind bei einer Länge von 8 bis 17 Zentimetern sowie einer Breite von 3 bis 5 Zentimetern elliptisch bis lanzettlich und stehen aufrecht in einer Rosette am Stängelgrund. Ein bis zwei Laubblätter umfassen den Stängel scheidig.

### Generative Merkmale
Der ährige Blütenstand trägt etwa zehn bis 50 Blüten. In der Aufblühphase ist er kegelförmig, während der Hochblüte zylindrisch. Die Tragblätter liegen häutig am Fruchtknoten an und sind etwa ein Viertel so lang wie der Fruchtknoten.
Die zwittrige Blüte ist zygomorph und dreizählig. Die drei 9 bis 15 Millimeter langen Blütenhüllblätter des äußeren und die zwei 6 bis 10 Millimeter langen, oberen bzw. seitlichen Blütenhüllblätter des inneren Kreises des Perigon bilden zusammengeneigt den namensgebenden „Helm“, wobei die beiden inneren Blütenblätter kaum zu sehen sind. An der Außenseite sind die Blütenhüllblätter des äußeren Kreises sehr hell weißlich-rosa gefärbt, an der Innenseite auch geringfügig dunkler, entlang der Nervenbahnen sind deutliche, dunklere Linien erkennbar.
Die stark dreilappige Lippe (Labellum) ist etwa 10 bis 20 Millimeter lang. Die Lippenbasis ist weißlich bis hell rosa gefärbt und intensiv dunkel gefleckt. Die Seitenlappen und der gespaltene Mittellappen gehen in eine hell- bis dunkelrosa Färbung über. Zwischen dem gespaltenen Mittellappen befindet sich in der Regel eine kleine Spitze. Der Sporn ist zylindrisch, abwärts gerichtet und etwa fünf bis sieben Millimeter lang.
Die Variabilität beschränkt sich auf die Blütenform und -farbe:
- Der „Helm“ ist durch die nahezu vollständig verwachsenen Perigonblätter des äußeren Kreises weitgehend geschlossen, sehr selten öffnet er sich.
- Die größte Variabilität weist die Lippe auf. Die Seitenlappen und der gespaltene Mittellappen können in der Breite von schmal bis breit variieren.
- Die Farbe kann von sehr hell bis dunkel variieren. Meist sind die Pflanzen aber einheitlich gefärbt und nur wenige Exemplare mit abweichender Färbung sind in größeren Populationen zu beobachten.
- Weiß blühende Pflanzen (Orchis militaris var. alba) können zwar lokal gehäuft auftreten, sind aber sonst sehr selten. Eine Kartierung im Tauberland und einem Teil des Bauland ergab einen Anteil von unter 0,1 Prozent.

## Genetik und Entwicklung
Das Helm-Knabenkraut hat einen Karyotyp von zwei Chromosomensätzen und jeweils 21 Chromosomen (Zytologie: 2n = 42).
Der Same dieser Orchidee enthält keinerlei Nährgewebe für den Keimling. Die Keimung erfolgt daher nur bei Infektion durch einen Wurzelpilz (Mykorrhiza).

## Ökologie und Phänologie
Die Blütezeit des Helm-Knabenkraut beginnt im Mittelmeerraum bereits im Februar, in Mitteleuropa an wärmebegünstigten Standorten oft schon Ende April, in der Regel beginnt sie Anfang Mai. Die Blütezeit endet in höheren Lagen zum Ende des Juni hin.
Das Helm-Knabenkraut ist ein Knollen-Geophyt.
Die Blüten sind „Lippenblumen vom Orchis-Typ“, ihre dunkelvioletten Papillen dienen als Tüpfelsaftmale. Bestäuber sind vor allem Hummeln, auch spontane Selbstbestäubung ist möglich.
Die Früchte sind fachspaltige Kapseln, die sich im trockenen Zustand durch Längsspalten öffnen und als Wind- und Tierstreuer fungieren. Die winzigen, nur 0,5 Millimeter langen und 0,2 Millimeter breiten Samen sind Körnchenflieger.

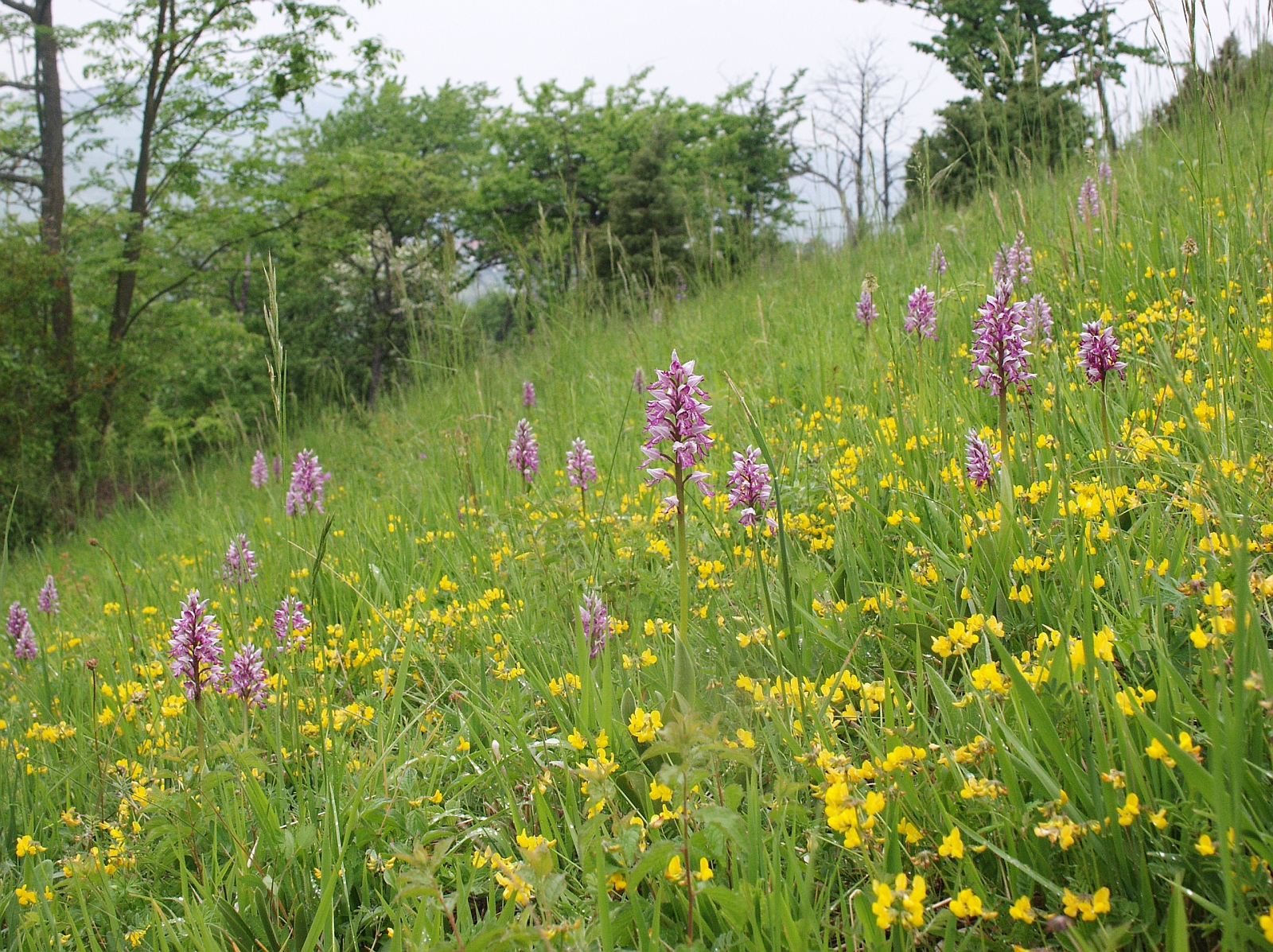
Das Helm-Knabenkraut am Standort im Tauberland

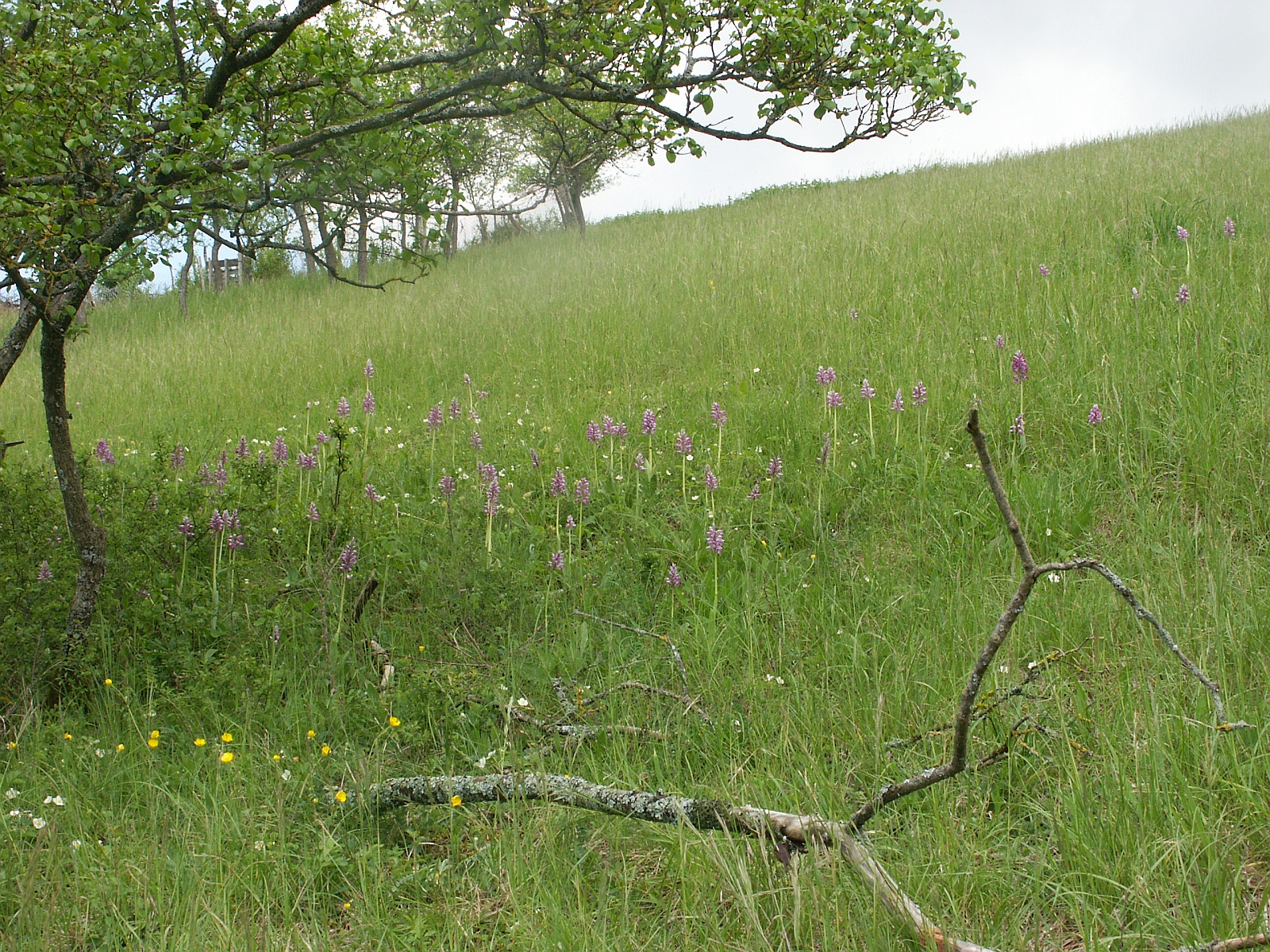
Standort in Baden-Württemberg: Im Schatten von lichtem Gebüsch sind die Bedingungen für die Keimung durch verzögertes Verdunsten von Tau meist sehr günstig.

## Vorkommen
In Europa ist das Helm-Knabenkraut in der submeridionalen und temperaten Florenzone verbreitet. Das schließt somit die nördlichsten und südlichsten Gebiete Europas weitgehend aus. Das Verbreitungsgebiet zieht sich in diesen Zonen bis Daurien und Kaukasien. Selten ist es in Spanien in der meridionalen Zone im westmediterranen Florengebiet zu finden (siehe hierzu Florenelement).
Die obere Grenze der Höhenverbreitung liegt meist bei etwa 1800 Metern. Nach Baumann und Künkele hat das Helm-Knabenkraut in den Alpenländern folgende Höhengrenzen: Deutschland 39–950 Meter, Frankreich 0–2010 Meter, Schweiz 260–1950 Meter, Liechtenstein 430–1700 Meter, Österreich 120–1800 Meter, Italien 5–1800 Meter, Slowenien 20–1490 Meter. In Europa steigt die Art bis 2010 Meter Meereshöhe auf, in Russland bis 2200 Meter.
Deutschland
In Deutschland ist das Helm-Knabenkraut am stärksten in der Südhälfte bis ins südliche Niedersachsen verbreitet, selten ist es in Sachsen und Nordrhein-Westfalen.  Weiter nördlich gibt es nur noch wenige Nachweise. Etwas isoliert liegt ein weiteres Verbreitungsgebiet in Brandenburg. Als kalkliebende Art kommt es zum Beispiel im Bayerischen Wald und im zentralen Schwarzwald nicht vor.
Österreich
Das Helm-Knabenkraut tritt in Österreich in allen Bundesländern auf Magerrasen, Halbtrockenrasen und selten Feuchtwiesen der collinen bis montanen Höhenstufe auf. Es gilt als gefährdet, im Rheintal und südöstlichen Alpenvorland als stark gefährdet. Es steht in zumindest einigen Bundesländern unter vollständigem gesetzlichem Naturschutz.
Schweiz
In der Schweiz kommt es zerstreut vor und meidet vor allem die alpinen Regionen. Daher liegen die meisten Vorkommen in der Nordschweiz, dem Rheintal und im westlichen Jura. Die ökologischen Zeigerwerte nach Landolt et al. 2010 sind in der Schweiz: Feuchtezahl F = 2+w+ (frisch aber stark wechselnd), Lichtzahl L = 4 (hell), Reaktionszahl R = 4 (neutral bis basisch), Temperaturzahl T = 3+ (unter-montan und ober-kollin), Nährstoffzahl N = 2 (nährstoffarm), Kontinentalitätszahl K = 4 (subkontinental).
Das Helm-Knabenkraut bevorzugt sonnige bis leicht beschattete Standorte auf Halbtrocken- und Trockenrasen, Magerwiesen und lichte Kiefernwälder auf trockenen bis mäßig frischen Böden. Sehr selten ist es auch an feuchteren Standorten zu finden in Begleitung der feuchtigkeitsliebenden Knabenkräuter aus der Gattung Dactylorhiza.
Es findet sich in den Pflanzengesellschaften
- Verband  Mesobromion erecti
- Verband  Molinion caeruleae
- Verband  Cirsio-Brachypodion im östliche Mitteleuropa.[3]

(Aufschlüsselung siehe: Pflanzensoziologische Einheiten nach Oberdorfer)
Als Kalkzeiger kommt das Helm-Knabenkraut besonders in Regionen mit kalkhaltigen Böden vor. Sie meidet daher in der Regel Sandsteinböden wie Stubensandstein. Sehr große Bestände können sich auf Unterem Muschelkalk bilden, auf Oberem Muschelkalk dagegen ist sie seltener.

## Naturschutz und Gefährdung

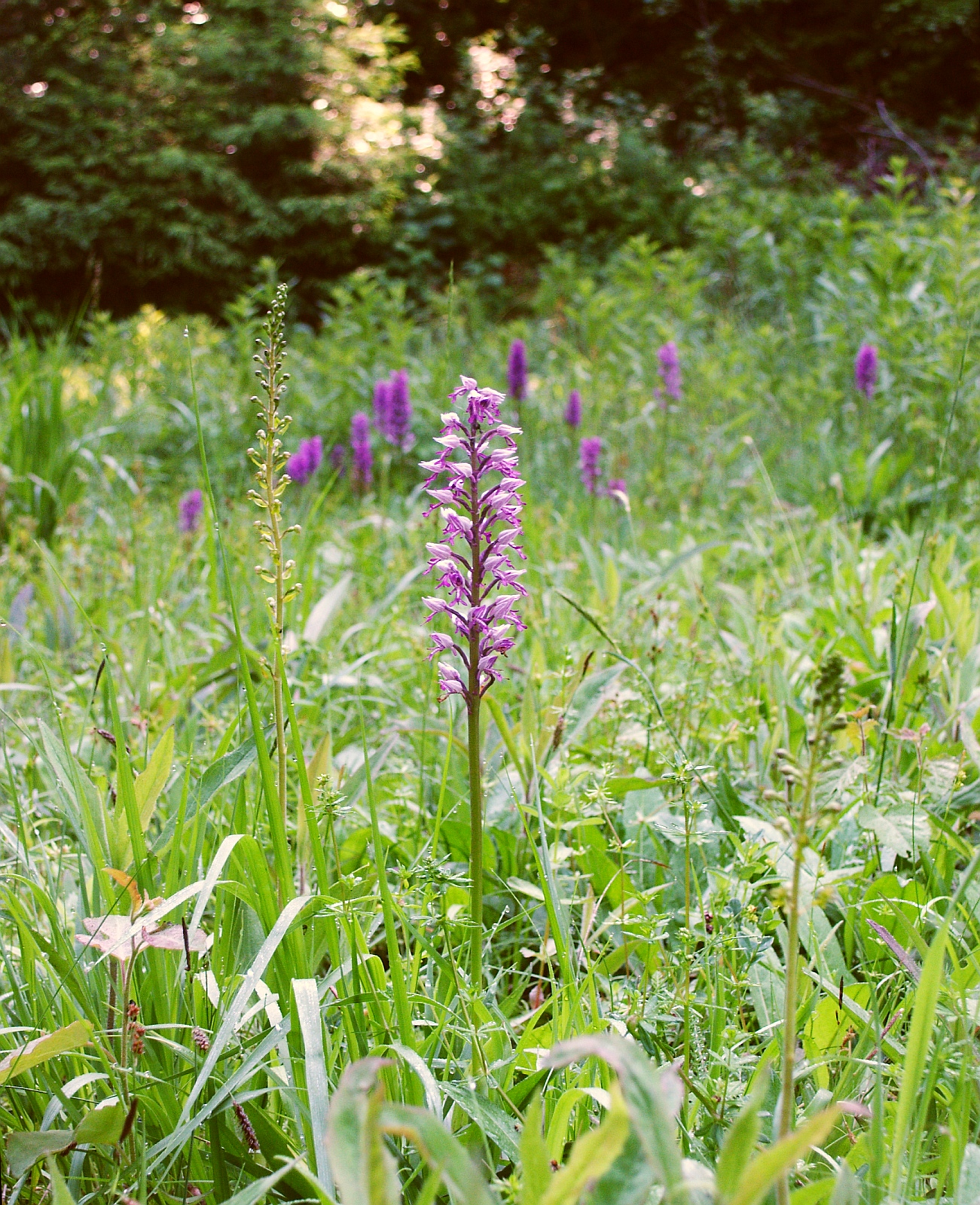
Untypischer, feuchter Standort im Schwäbisch-Fränkischen Wald, im Hintergrund Breitblättriges Knabenkraut, links und rechts das Große Zweiblatt

Wie alle in Europa vorkommenden Orchideenarten steht auch das Helm-Knabenkraut unter strengem Schutz europäischer und nationaler Gesetze. Die Art ist in Deutschland durch die BArtSchV besonders geschützt.
- Rote Listen:
  - Rote Liste Deutschland: 3
  - Rote Liste Bundesländer: Baden-Württemberg: V, Bayern: 3, Brandenburg: 2, Hessen: 3, Niedersachsen: 2, Mecklenburg-Vorpommern: 1, Nordrhein-Westfalen: 2, Rheinland-Pfalz: 3, Saarland: 3, Sachsen: 1, Sachsen-Anhalt: 3, Thüringen: 3.

In den übrigen Bundesländern wurde diese Art bislang nicht nachgewiesen.
Trotz des relativ großen Verbreitungsgebiets ist das Helm-Knabenkraut in vielen Gebieten gefährdet. Wildschweine haben die Knollen als Leckerbissen entdeckt und können große Flächen auf der Suche nach den Knollen umgraben. Verbuschung und Nutzungsänderung der Biotope führt seit geraumer Zeit zur Vernichtung vieler Lebensräume. Durch die Fähigkeit Sekundärstandorte zu besiedeln, ist diese Art noch nicht so stark gefährdet wie es bei verschiedenen anderen Orchideen (z. B. Brandknabenkraut) der Fall ist.
Wie andere Erdorchideen auch ist das Helm-Knabenkraut außerdem in Anhang II des Washingtoner Artenschutzübereinkommens gelistet. Trotzdem werden zur Herstellung von Salep große Mengen der Knollen aus der Natur entnommen und auch innerhalb der EU illegal verkauft. Durch das Ausgraben der Wurzelteile wird die Pflanze zerstört, was teilweise zu Bestandsrückgängen führt.

## Sonstiges
- Orchidee des Jahres:

Im Jahr 1993 wurde das Helmknabenkraut vom Arbeitskreis Heimischer Orchideen (AHO) in Deutschland zur Orchidee des Jahres erklärt, um auf die Problematik der Zerstörung der Biotope aufmerksam zu machen.

## Systematik

### Taxonomie
Die Erstveröffentlichung von Orchis militaris erfolgte im Jahr 1753 von Carl von Linné in seinem Werk Species Plantarum Tomus II, S. 941. Orchis militaris ist die Typusart der Gattung Orchis. Neben dem gültigen Namen der Erstveröffentlichung Orchis militaris L. wurde diese Art im Lauf von etwas mehr als hundert Jahren mehrfach beschrieben. Die Namen dieser anderen Beschreibungen gelten als Synonyme: Strateuma militaris (L.) Salisb., Zoophora atropurpurea Bernh., Zoophora rubella Bernh., Orchis rivinii Gouan, Orchis cinerea Schrank, Orchis brachiata Gilib., Orchis galeata Poir., Orchis mimusops Thuill., Orchis nervata Marchand, Orchis stevenii Rchb. f., Orchis raddeana Regel.

### Unterarten und Hybriden
Je nach Autor gibt es etwa zwei Unterarten:
- Orchis militaris L. subsp. militaris: Sie kommt von Europa bis zur Mongolei vor.[6]
- Stevens Knabenkraut (Orchis militaris subsp. stevenii (Rchb. f.) B.Baumann, H.Baumann, R.Lorenz & Ruedi Peter, Syn.: Orchis stevenii Rchb.f., Orchis punctulata subsp. stevenii (Rchb.f.) H.Sund.): Es kommt in der Türkei, in Abchasien, Georgien und Aserbaidschan vor.[6]

Orchis militaris hybridisiert mit nahe verwandten Arten, das Ohnhorn (Aceras anthropophorum) inbegriffen. Besonders häufig sind Hybriden mit dem Purpur-Knabenkraut (Orchis purpurea):
- ×Orchiaceras spuria (Rchb. f.) E.G.Cam. 1892 (Aceras anthropophorum × Orchis militaris; Syn.: Orchis ×spuria Rchb.f. 1849): Diese Hybride ist gut zu erkennen. Sie vereint typische Merkmale des Ohnhorn (Aceras anthropophorum) und des Helm-Knabenkrauts in sich. Sie blüht oft noch vor den Elternarten auf.
- Orchis ×beyrichii (Rchb. f.) A. Kern. 1865 (Orchis militaris × Orchis simia)

Kommen Helm-Knabenkraut und Affen-Knabenkraut (Orchis simia) gemeinsam vor, gibt es oft viele dieser Hybriden. Während der Blütezeit ist eine Zuordnung sehr schwer. Die Hybriden ähneln Orchis simia meist sehr stark. In der Aufblühphase ist eine Bestimmung dagegen nicht schwer. Pflanzenexemplare mit Merkmalen von Orchis simia, die aber im Gegensatz zu diesem von unten nach oben aufblühen, sind Hybriden.
- Orchis ×hybrida (Lindl.) Boenn. ex Rchb. 1830 (Orchis militaris × Orchis purpurea)

Diese sehr variable Hybride ist oft anzutreffen, wenn Helm-Knabenkraut und Purpur-Knabenkraut (Orchis purpurea) am selben Standort vorkommen. Sie sind zwar meist als Hybriden zu erkennen, durch Rückkreuzungen mit den Elternarten ist es aber dennoch oftmals schwierig, eine klare Grenze zwischen Art und Hybride zu ziehen.
In der Umgebung von Jena wurde in den 1960er-Jahren von einer Hybride mit dem Brandknabenkraut (Orchis ustulata) berichtet. Es gibt davon keine Beschreibung und keine Bilder. Es blieb auch bei dieser einen Erwähnung.
Bildergalerie Unterarten und Formen

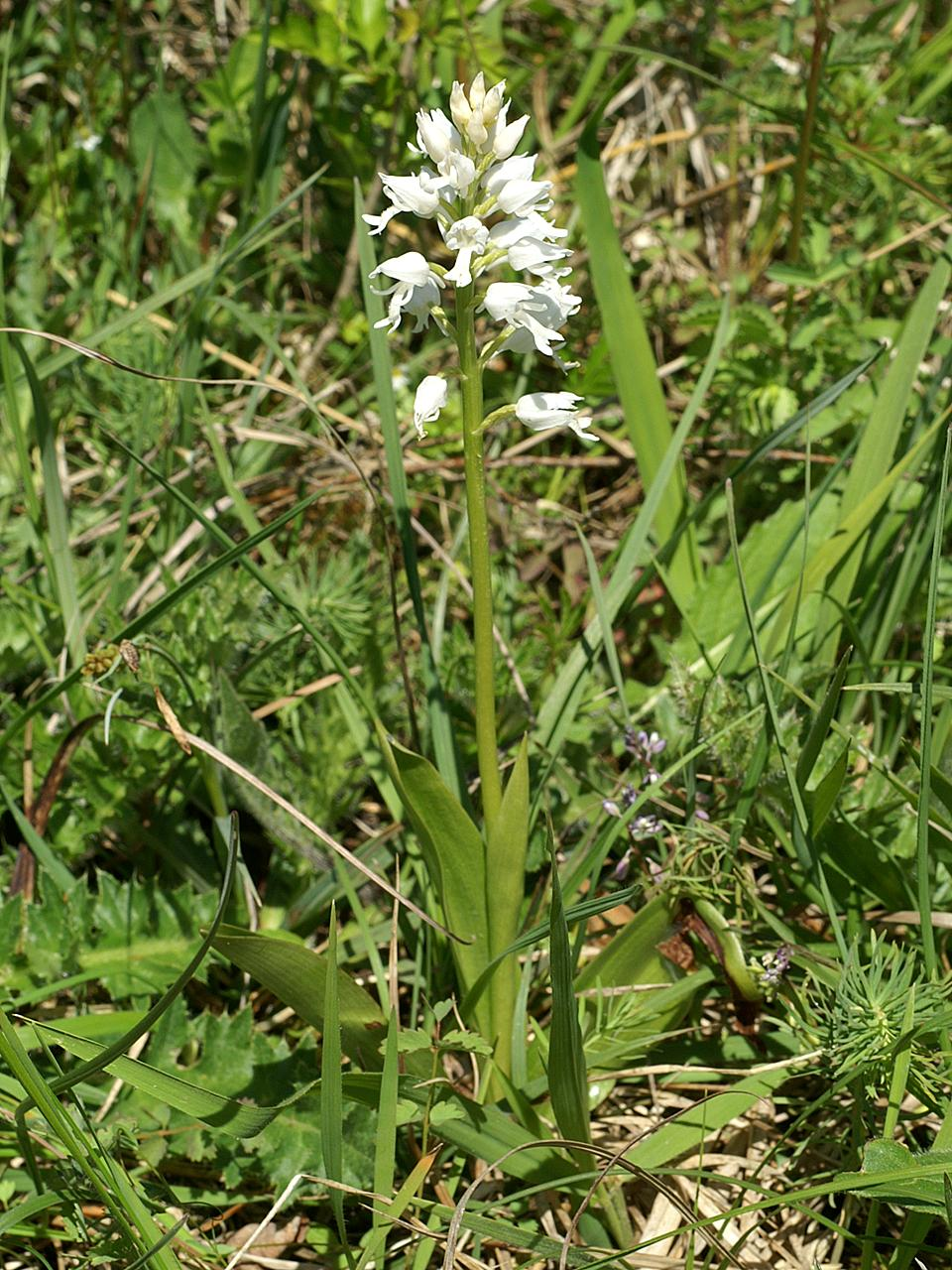
Orchis militaris var. alba
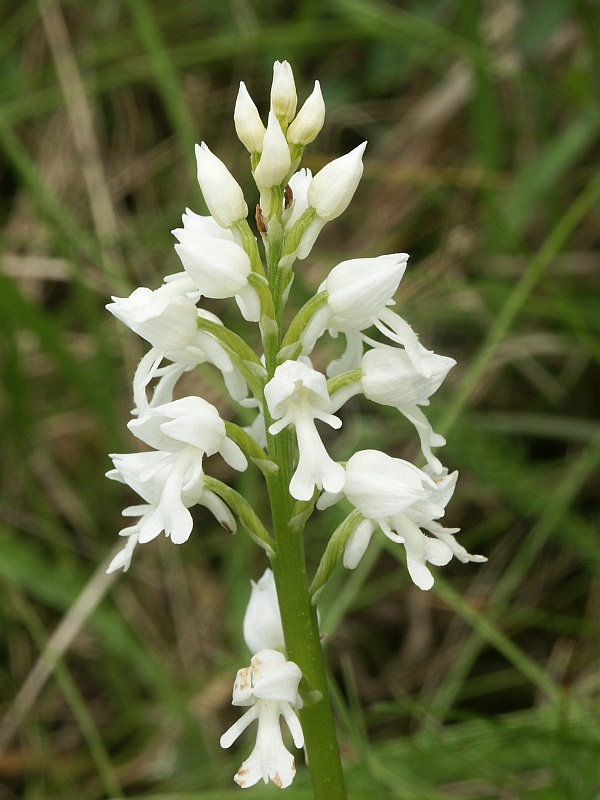
Orchis militaris var. alba

Bildergalerie Naturhybriden

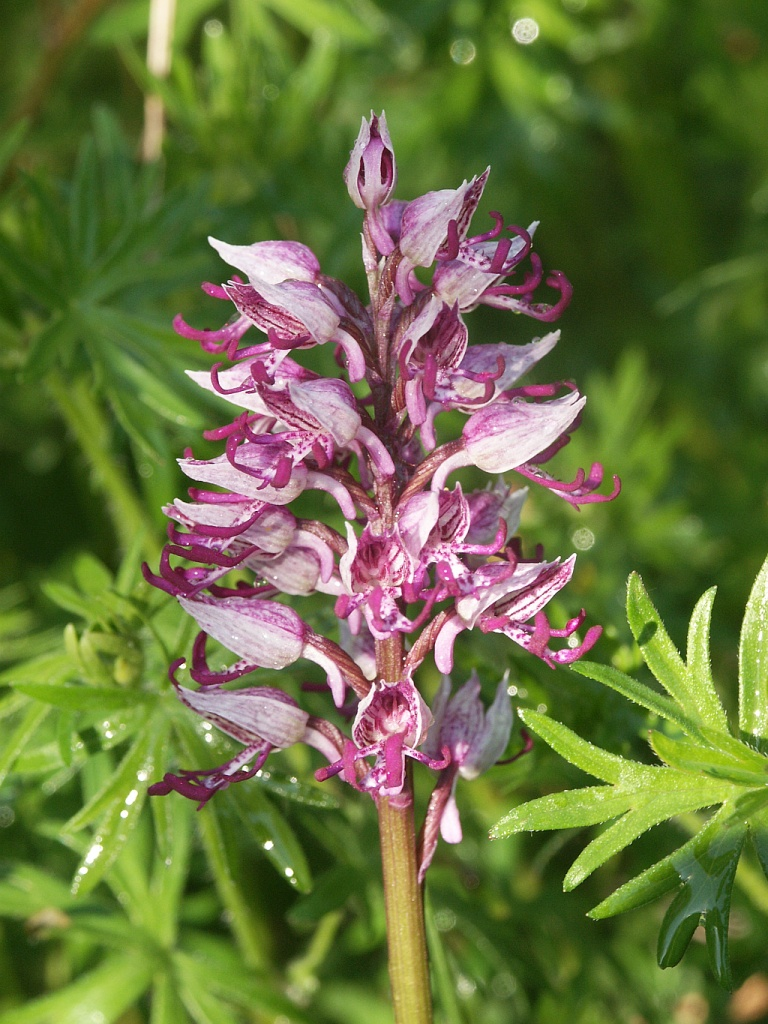
Orchis ×beyrichii
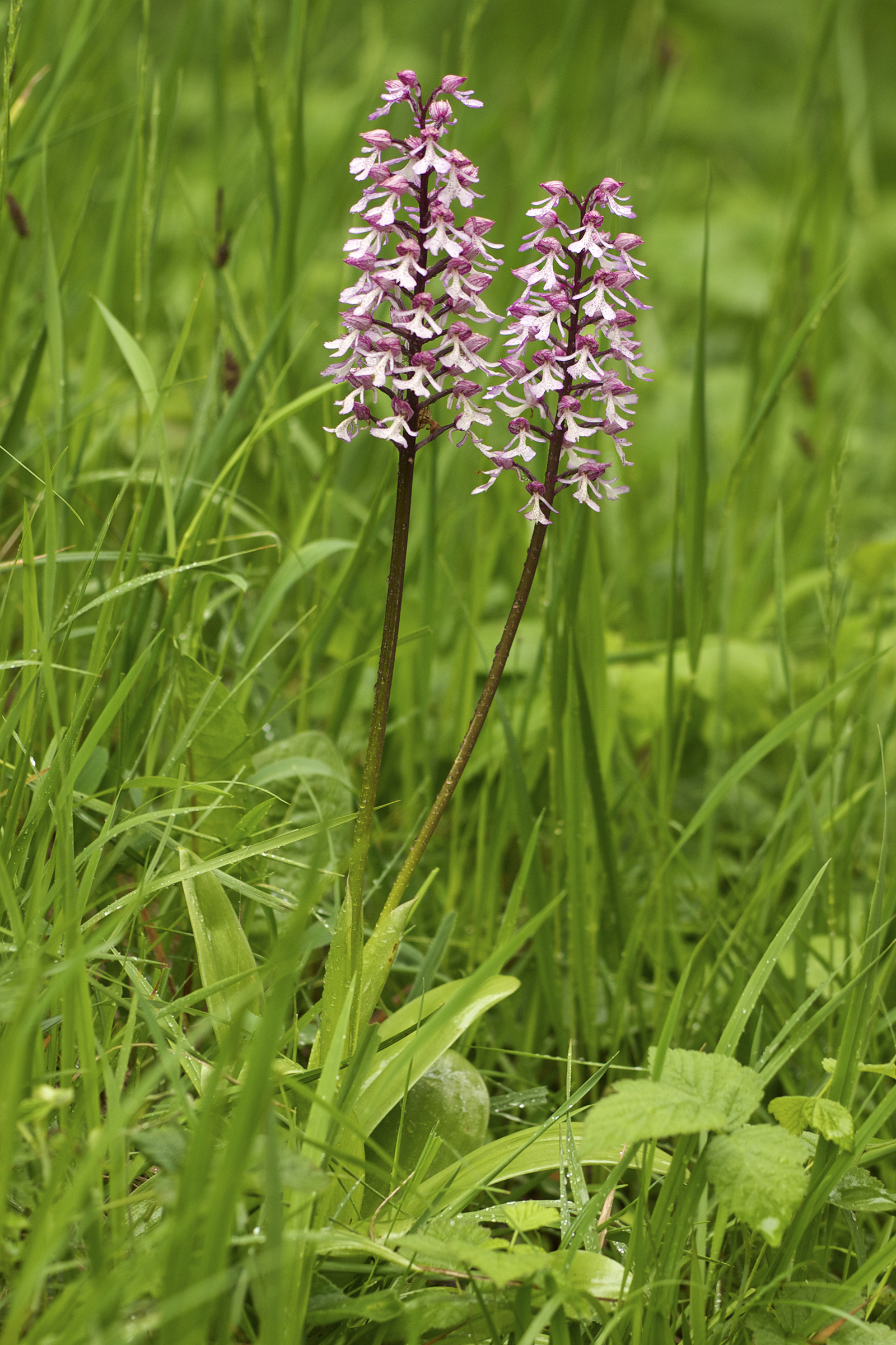
Orchis ×hybrida
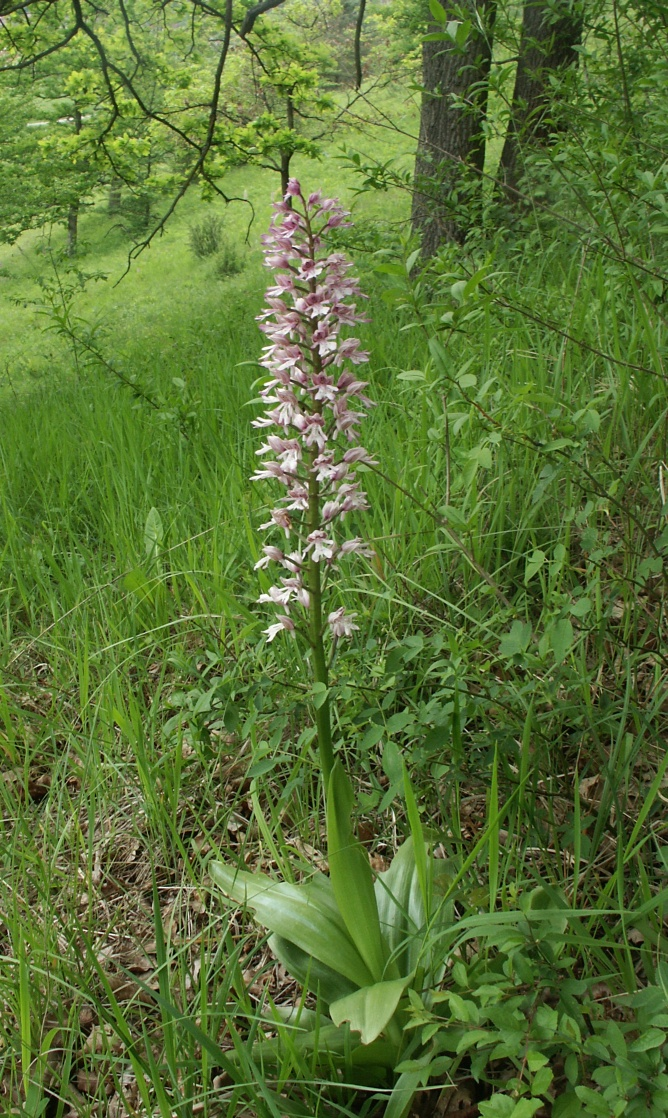
Orchis ×hybrida
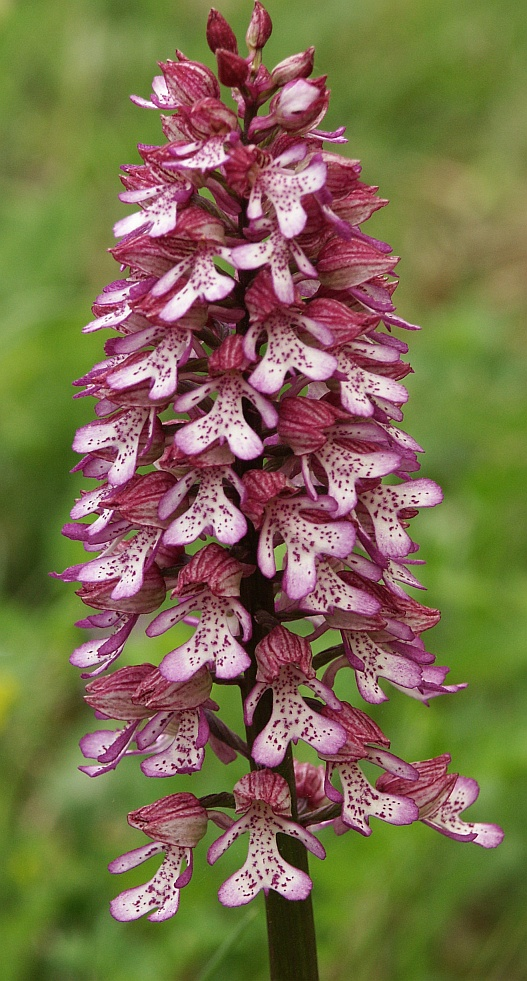
Orchis ×hybrida
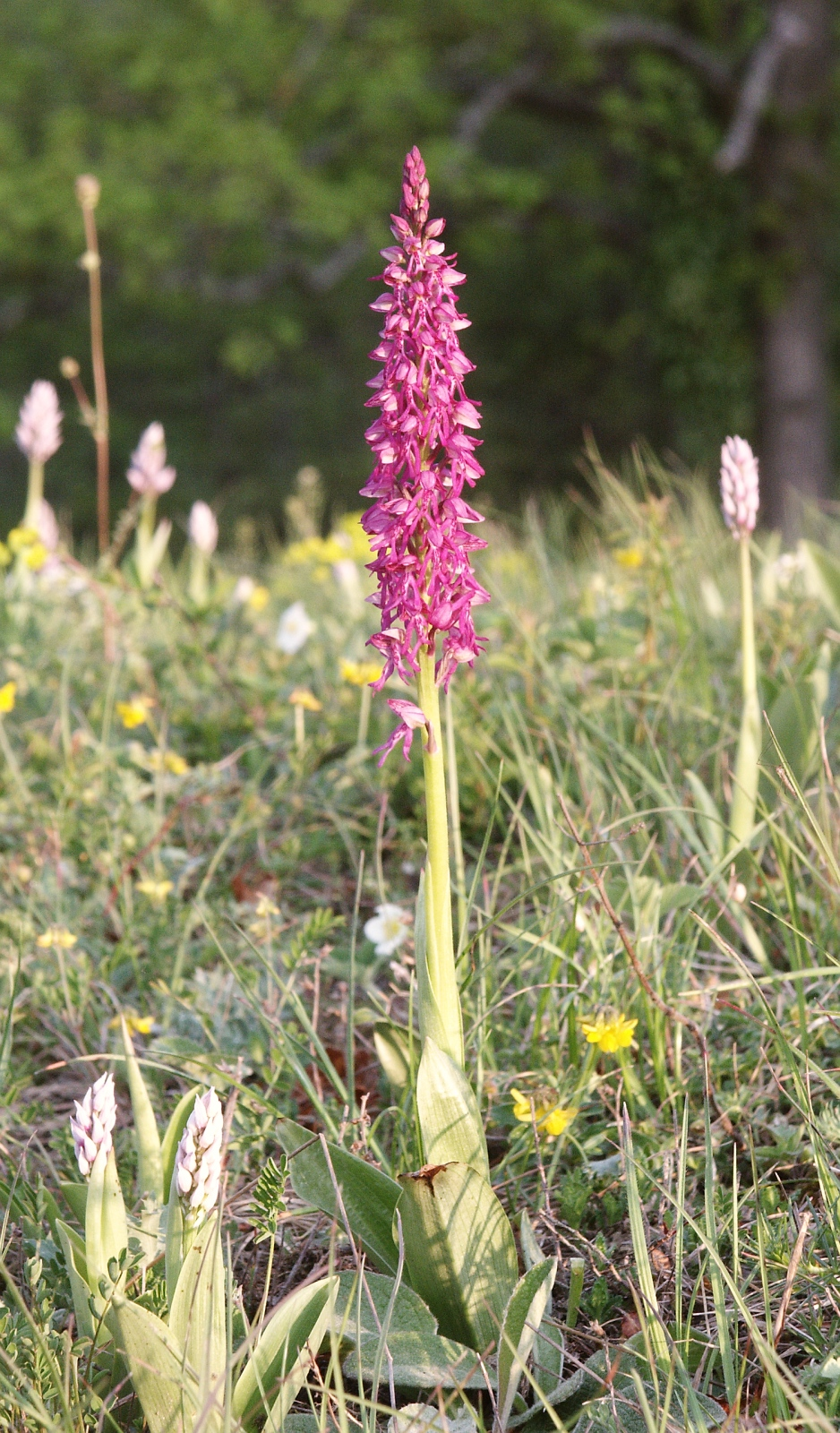
Orchis ×spuria
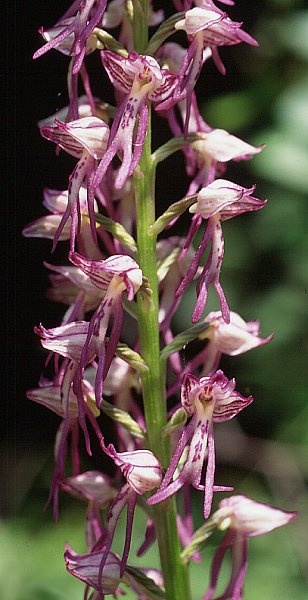
Orchis ×spuria
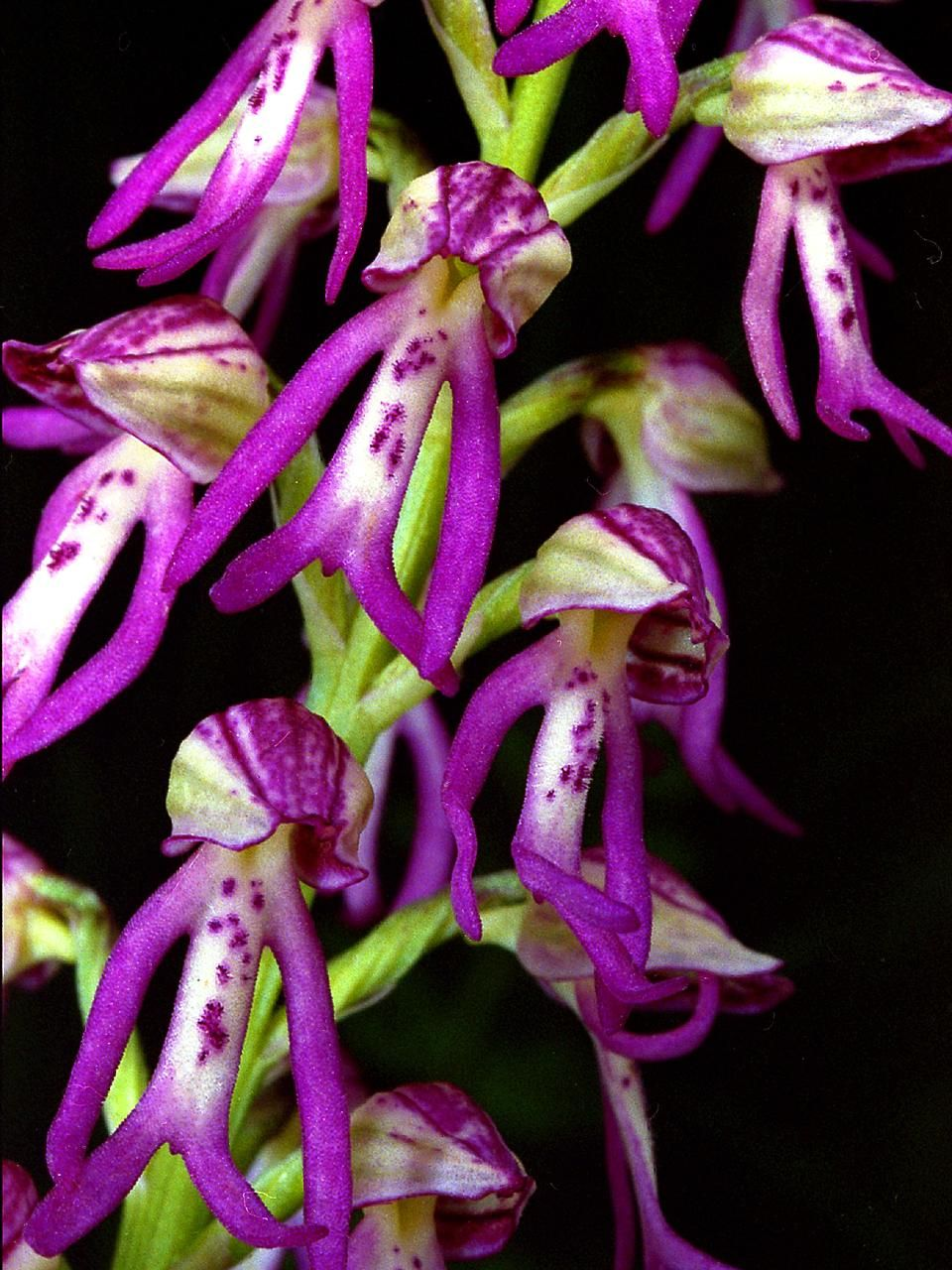
Orchis ×spuria

Bildergalerie Diverses

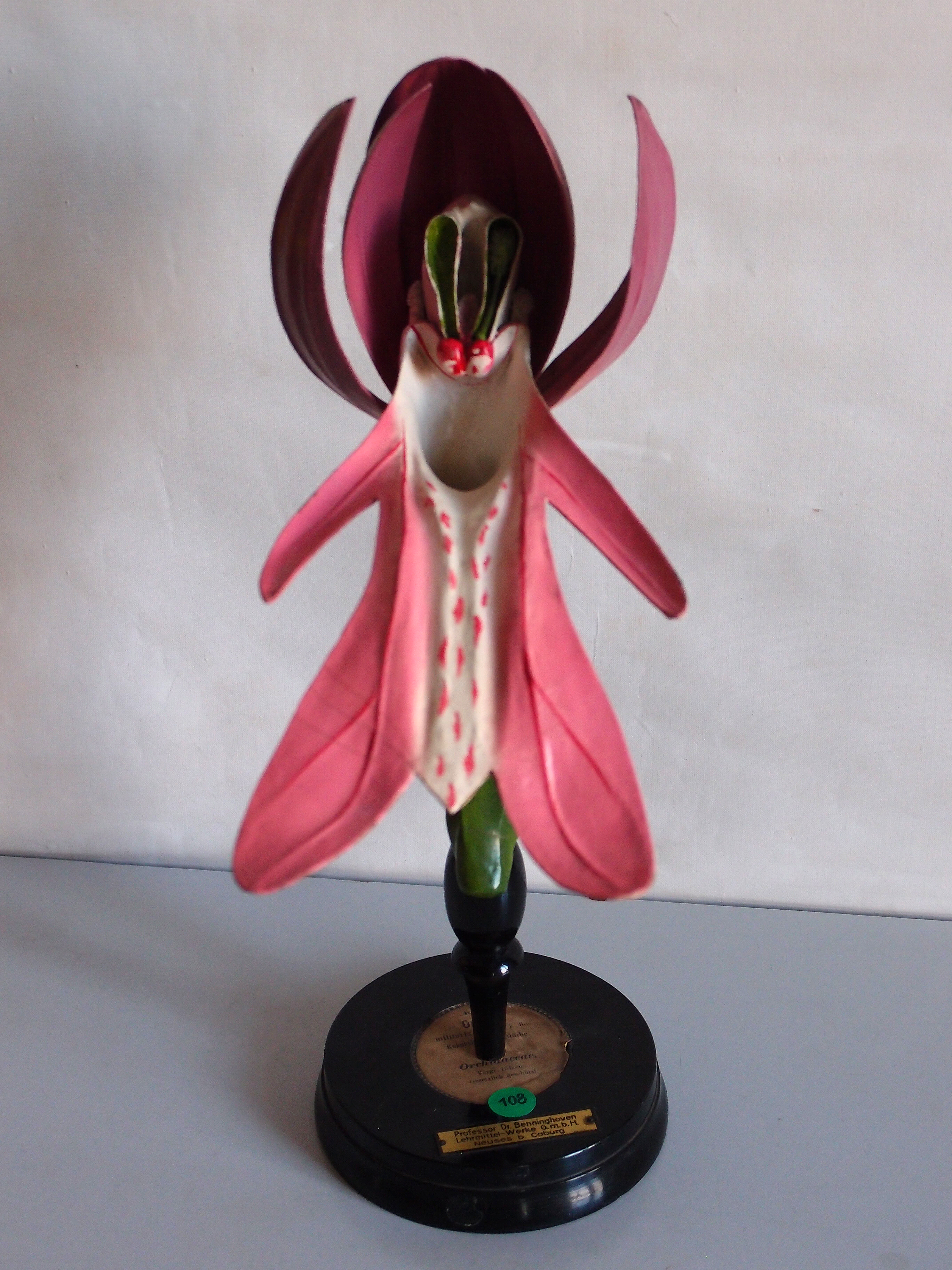
Historisches Modell einer Blüte, Botanisches Museum Greifswald